# Stahlrohrmast

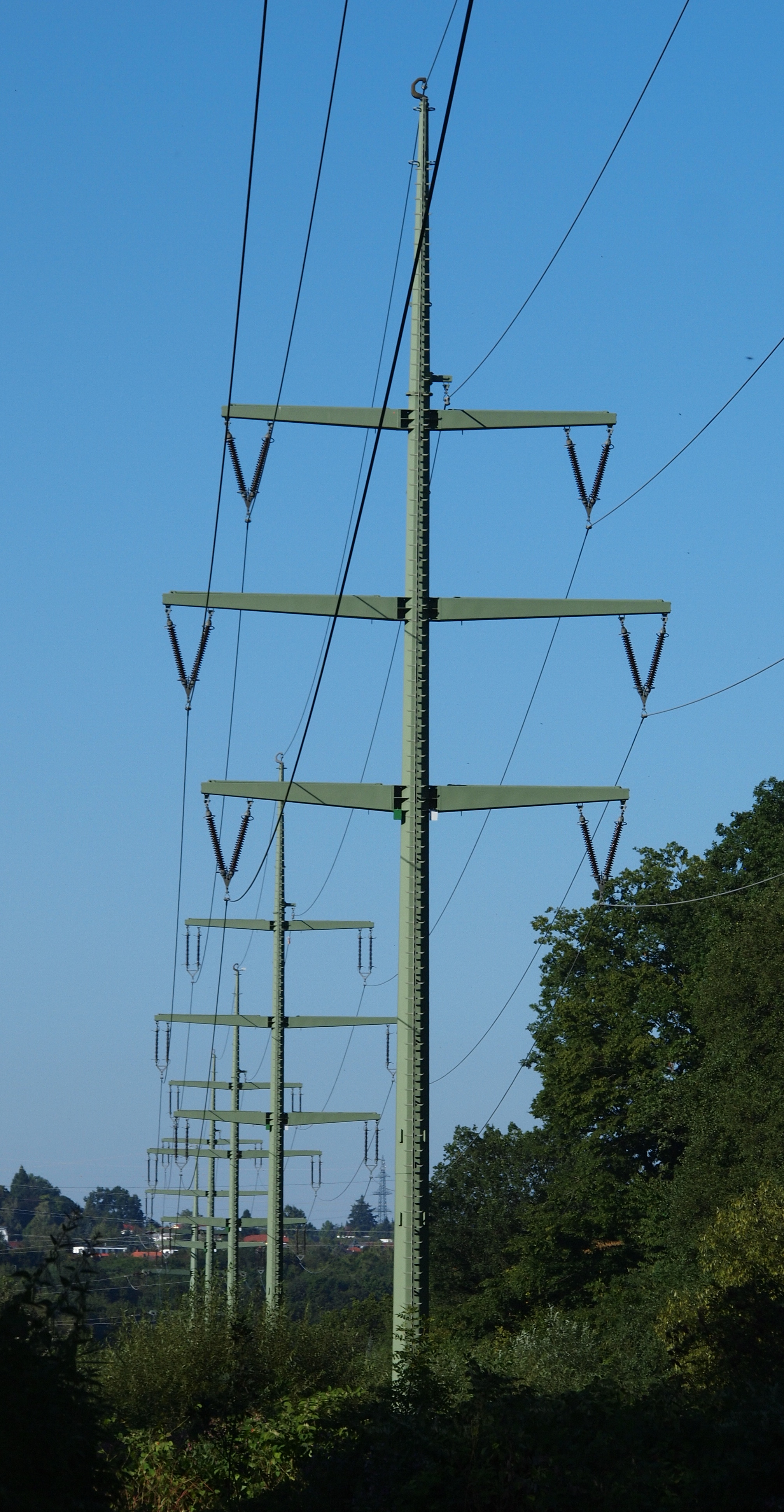
Stahlrohrmasten im Schwarzwald, Enztal bei Birkenfeld (Württemberg)

Unter einem Stahlrohrmast – oder Stahlvollwandmast – versteht man im Freileitungsbau einen Freileitungsmast, der aus stählernen Hohlprofilen gefertigt ist. Ein Stahlrohrmast wird im Regelfall in nur wenigen Einzelteilen an den Aufstellungsort geliefert, dort montiert und dann mit einem Kran aufgestellt.
In Deutschland und Österreich werden Stahlrohrmasten überwiegend für Mittelspannungsleitungen errichtet, aber auch für Hochspannungsleitungen mit ein oder zwei Stromkreisen für Betriebsspannungen von bis zu 110 kV. In Frankreich werden Stahlrohrmasten oft auch für 380-kV-Leitungen verwendet, in den USA auch für 500-kV-Leitungen.
Auch Seilbahnstützen für Luftseilbahnen werden oft in der Form des Stahlrohrmastes ausgeführt, ebenso Oberleitungsmasten für Straßenbahnen und Oberleitungsbusse.
Seilverspannte Stahlrohrmasten werden in Deutschland und einigen anderen Ländern als selbststrahlende Sendemasten oder als Träger von Sendeantennen für Funkdienste im UHF-/VHF-Bereich verwendet. Sie bieten den Vorteil, dass die Kabel vor der Witterung geschützt sind, haben aber den Nachteil, dass sie zu windbedingten Schwingungen neigen. Abhilfe schaffen Schwingungsdämpfer wie bei den Masten der Marinefunkstelle Saterland. Auch Querträger vom Mastkörper zu den Seilen können schwingungsdämpfend wirken (30107 KM).

## Geschichte
Bis 1965 wurde in Deutschland Thomasstahl zur Herstellung der Masten verwendet. Der durch das Herstellungsverfahren bedingte hohe Stickstoffanteil führte zur Materialermüdung, so dass es ab 1986 zu Mastumbrüchen kam. In den 2000er Jahren wurden daher diese Masten ersetzt.

## Galerie

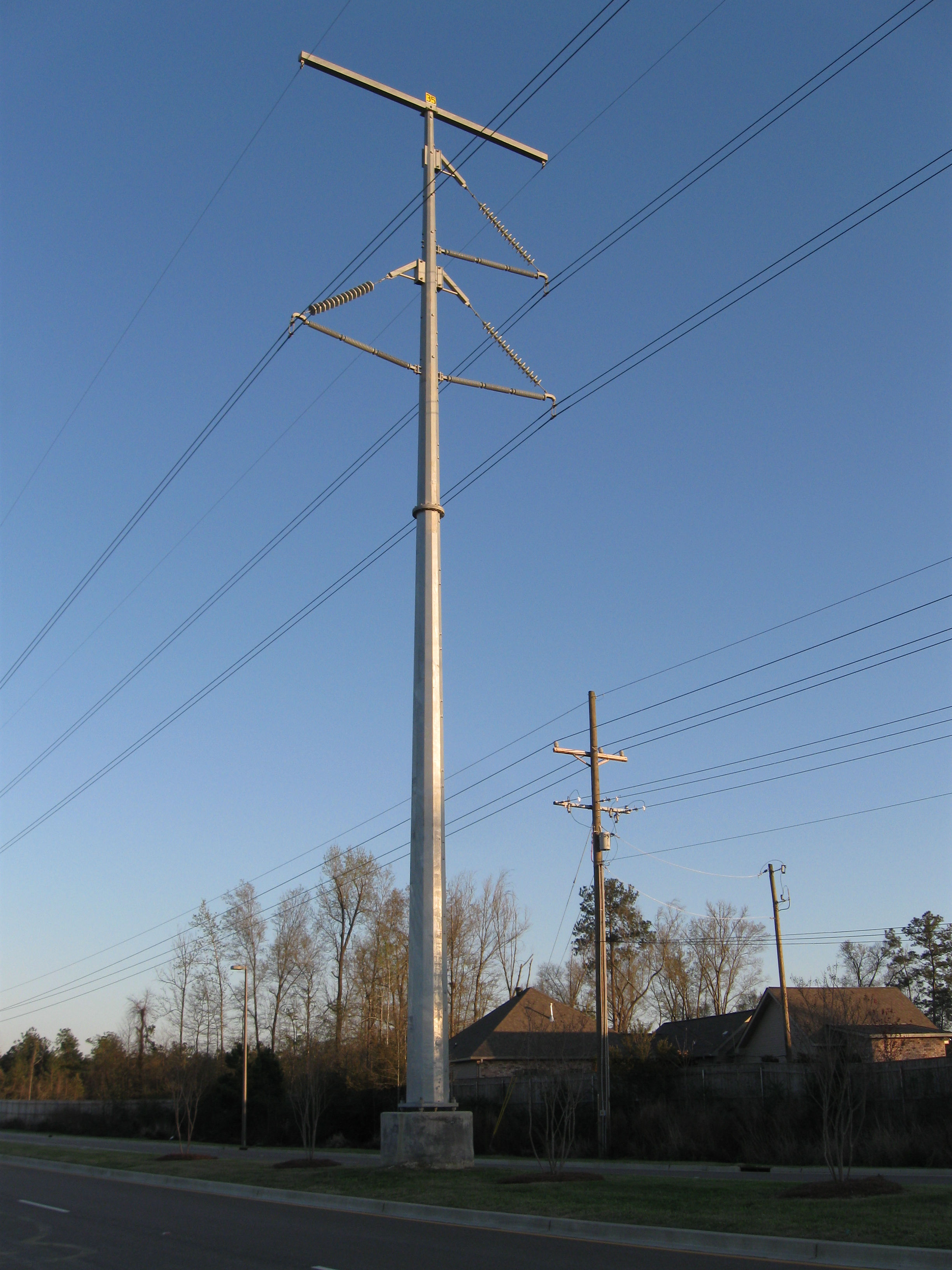
Typischer Stahlrohr-Vollwandmast mit Isoliertraversen in den USA
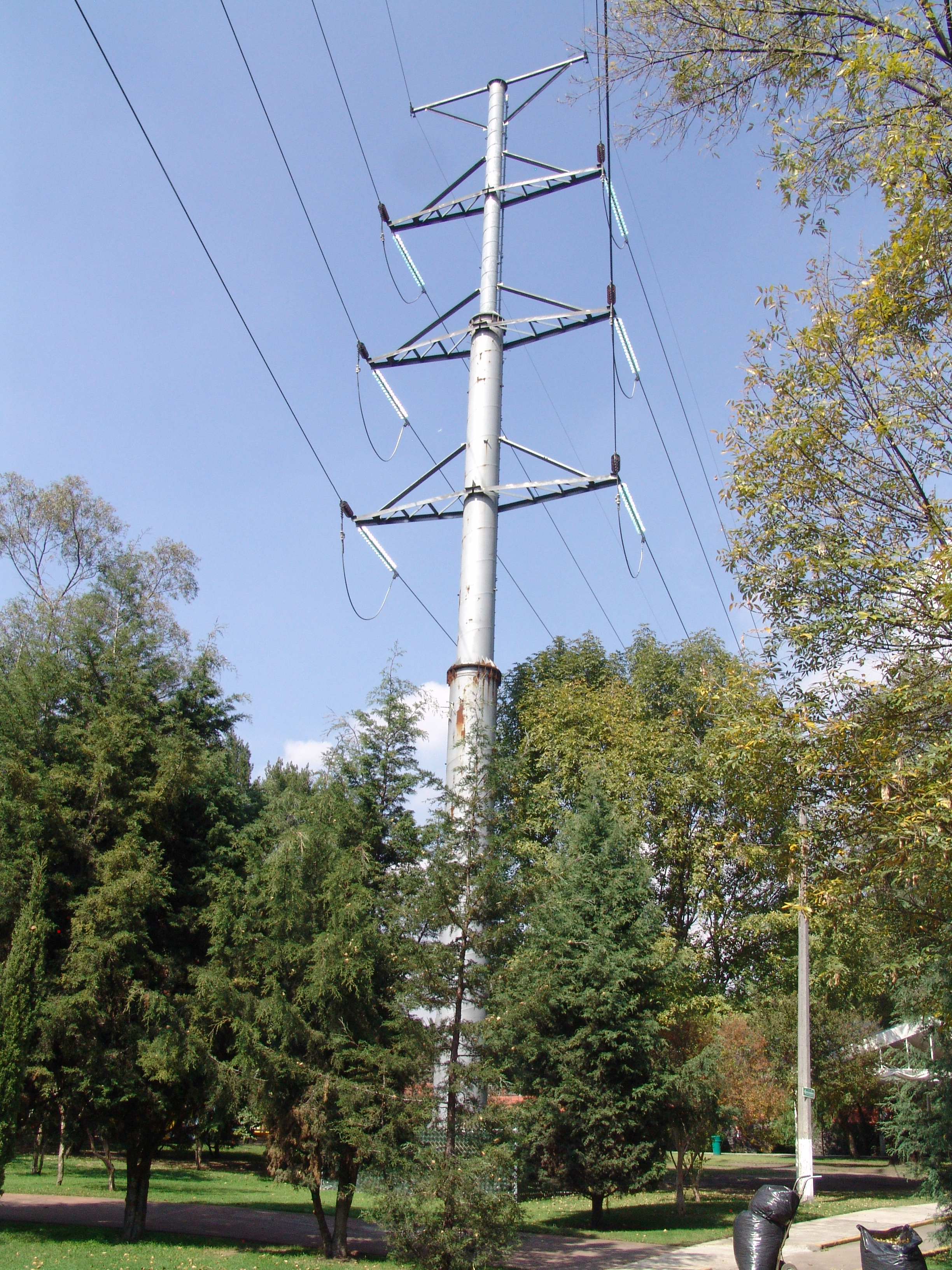
Stahlrohr-Abspannmast einer zweisystemigen Leitung in Mexiko
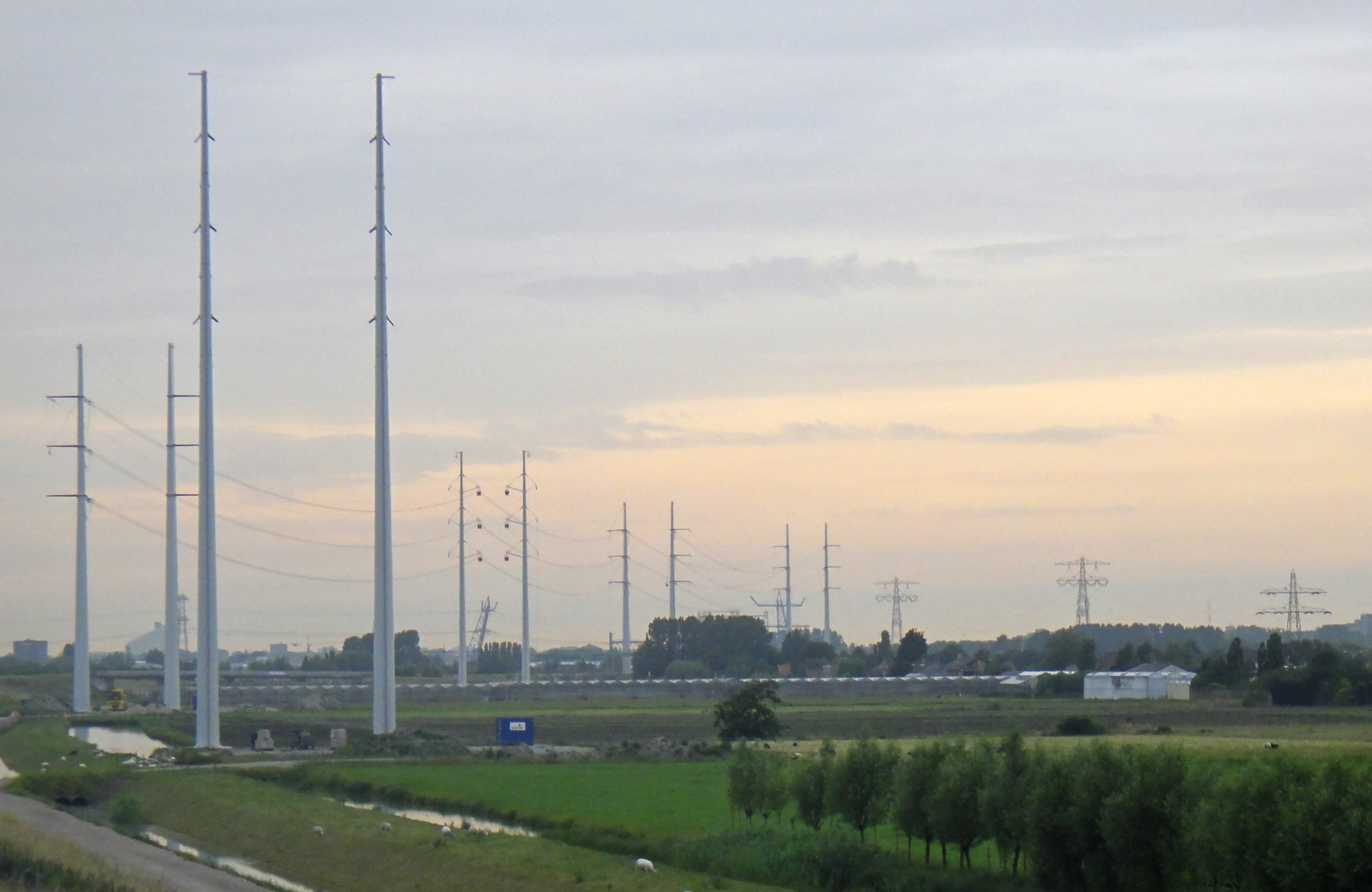
Bau einer „Wintrack“-Leitung in den Niederlanden
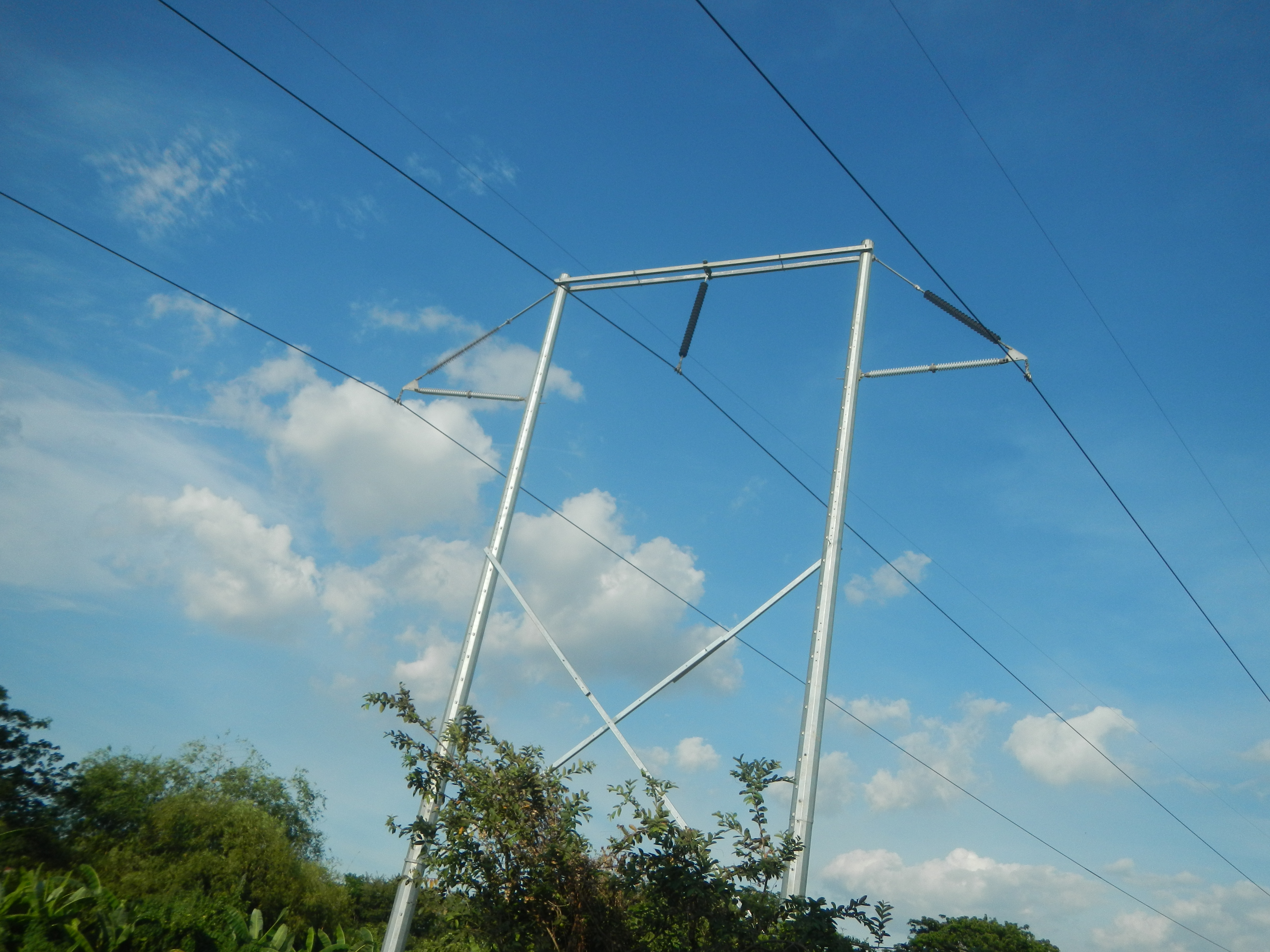
Moderner Portalmast auf den Philippinen
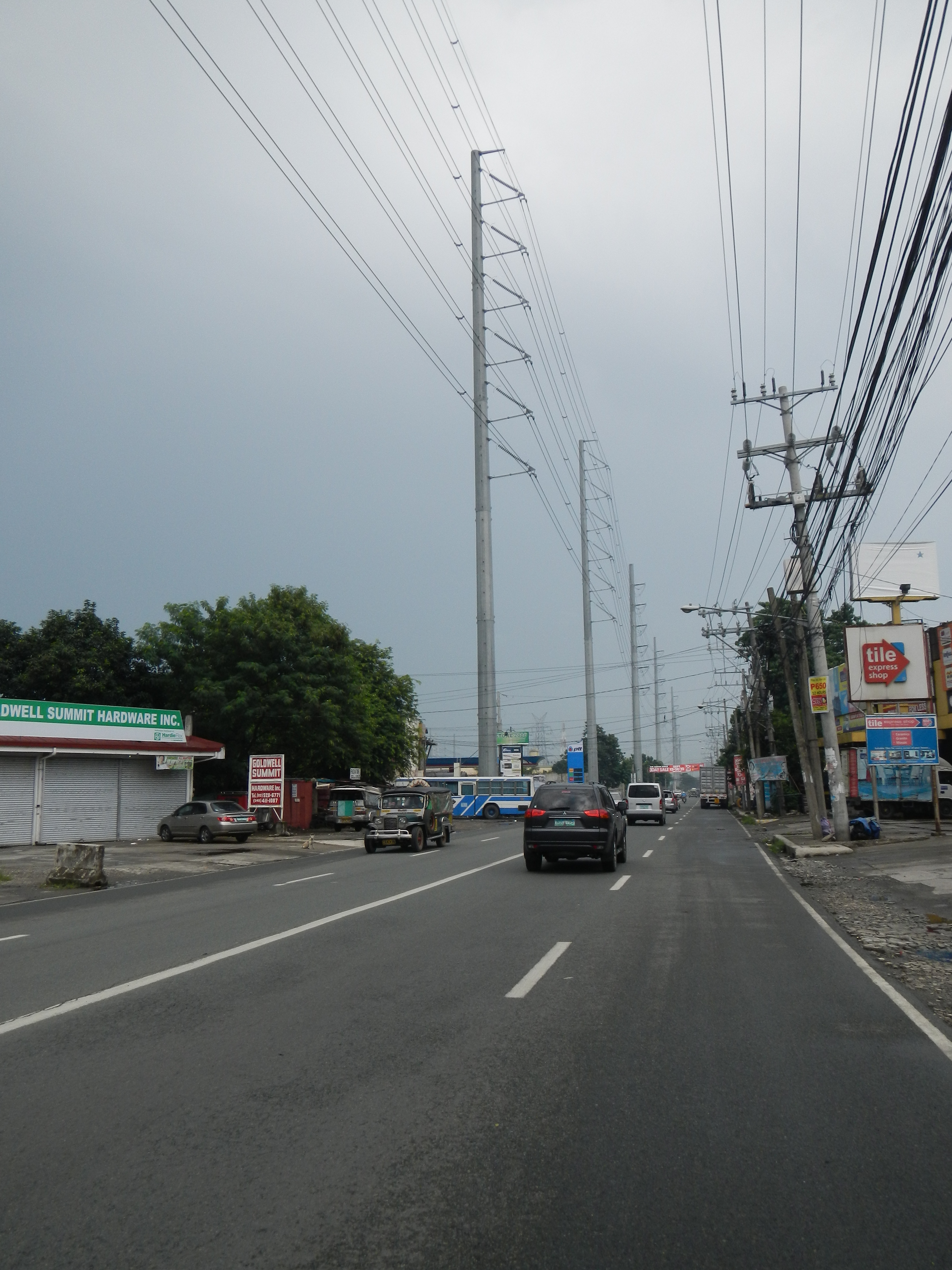
Asymmetrische Masten einer Freileitung entlang der Straße auf den Philippinen
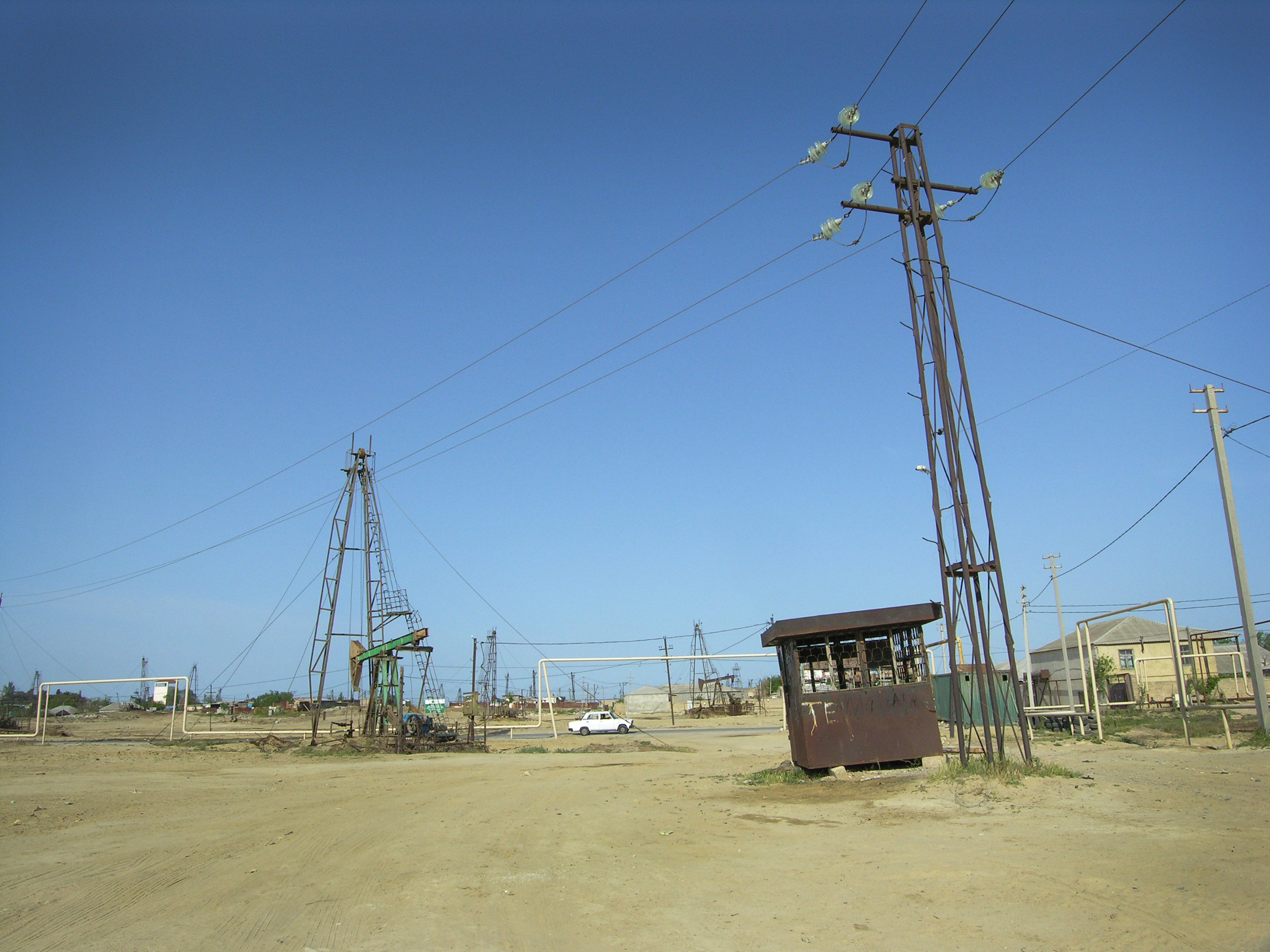
Älterer Mast in Aserbaidschan aus Stahlrohren, welche mit Drähten zusammengehalten werden